# Cabrerets
Cabrerets [kabʁəʁɛ] est une commune française située dans le sud du département du Lot, en région Occitanie.
Elle est également dans le causse de Gramat, le plus vaste et le plus sauvage des quatre causses du Quercy.
Exposée à un climat océanique altéré, elle est drainée par le Célé, la Sagne, le Vers et par deux autres cours d'eau. Incluse dans le parc naturel régional des Causses du Quercy, qui a depuis 2017 le label de géoparc mondial Unesco, la commune possède un patrimoine naturel remarquable : deux sites Natura 2000 (les « vallées de la Rauze et du Vers et vallons tributaires » et la « basse vallée du Célé »), trois espaces protégés (les « falaises lotoises (rapaces) » et le « géoparc des causses du Quercy »la réserve naturelle nationale d'intérêt géologique du département du Lot) et neuf zones naturelles d'intérêt écologique, faunistique et floristique.
Cabrerets est une commune rurale qui compte 222 habitants en 2022, après avoir connu un pic de population de 1 022 habitants en 1876.  Elle fait partie de l'aire d'attraction de Cahors. Ses habitants sont appelés les Cabrerétiens ou  Cabrerétiennes.

## Géographie
Au confluent de la Sagne et du Célé, le village se niche au pied de la falaise de Rochecourbe, immense paroi en surplomb, à laquelle sont accrochées les ruines d'un château médiéval.

### Communes limitrophes
Les communes limitrophes sont  Bellefont-La Rauze, Bouziès, Cras, Lauzès, Lentillac-du-Causse, Orniac, Sabadel-Lauzès, Saint Géry-Vers, Sauliac-sur-Célé et Tour-de-Faure.
| Lauzès, Cras       | Sabadel-Lauzès | Lentillac-du-Causse             |
| Bellefont-La Rauze | Cabrerets      | Orniac                          |
| Saint Géry-Vers    | Bouziès        | Sauliac-sur-Célé, Tour-de-Faure |

### Climat
Pour des articles plus généraux, voir Climat de l'Occitanie et Climat du Lot.
En 2010, le climat de la commune est de type climat océanique altéré, selon une étude s'appuyant sur une série de données couvrant la période 1971-2000. En 2020, Météo-France publie une typologie des climats de la France métropolitaine dans laquelle la commune est toujours exposée à un climat océanique altéré et est dans la région climatique Ouest et nord-ouest du Massif Central, caractérisée par une pluviométrie annuelle de 900 à 1 500 mm, maximale en automne et en hiver.
Pour la période 1971-2000, la température annuelle moyenne est de 12,9 °C, avec une amplitude thermique annuelle de 15,9 °C. Le cumul annuel moyen de précipitations est de 878 mm, avec 11,5 jours de précipitations en janvier et 6,2 jours en juillet. Pour la période 1991-2020, la température moyenne annuelle observée sur la station météorologique la plus proche, située sur la commune de Lunegarde à 21 km à vol d'oiseau, est de 12,6 °C et le cumul annuel moyen de précipitations est de 828,1 mm,. Pour l'avenir, les paramètres climatiques de la commune estimés pour 2050 selon différents scénarios d’émission de gaz à effet de serre sont consultables sur un site dédié publié par Météo-France en novembre 2022.

### Milieux naturels et biodiversité

#### Espaces protégés
La protection réglementaire est le mode d’intervention le plus fort pour préserver des espaces naturels remarquables et leur biodiversité associée,.
La commune fait partie du parc naturel régional des Causses du Quercy, un espace protégé créé en 1999 et d'une superficie de 183 039 ha, qui s'étend sur 102 communes du département du Lot. La cohérence du territoire du Parc s’est fondée sur l’unité géologique d’un même socle de massif karstique, entaillé de profondes vallées. Le périmètre repose sur une unité de paysages autour de la pierre et du bâti (souvent en pierre sèche), de l’empreinte des pelouses sèches et du pastoralisme et de l’omniprésence des patrimoines naturels et culturels,. Ce parc a été classé Géoparc en mai 2017 sous la dénomination « géoparc des causses du Quercy », faisant dès lors partie du réseau mondial des Géoparcs, soutenu par l’UNESCO,.
Deux autres espaces protégés sont présents sur la commune : 
- les « falaises lotoises (rapaces) », objet d'un arrêté de protection de biotope, d'une superficie de 6,6 ha[15] ;
- la réserve naturelle nationale d'intérêt géologique du département du Lot, classée en 2015 et d'une superficie de 800 ha, composée de 59 sites d'intérêts géomorphologique, minéralogique, tectonique et paléontologique remarquables[16],[17].

#### Réseau Natura 2000

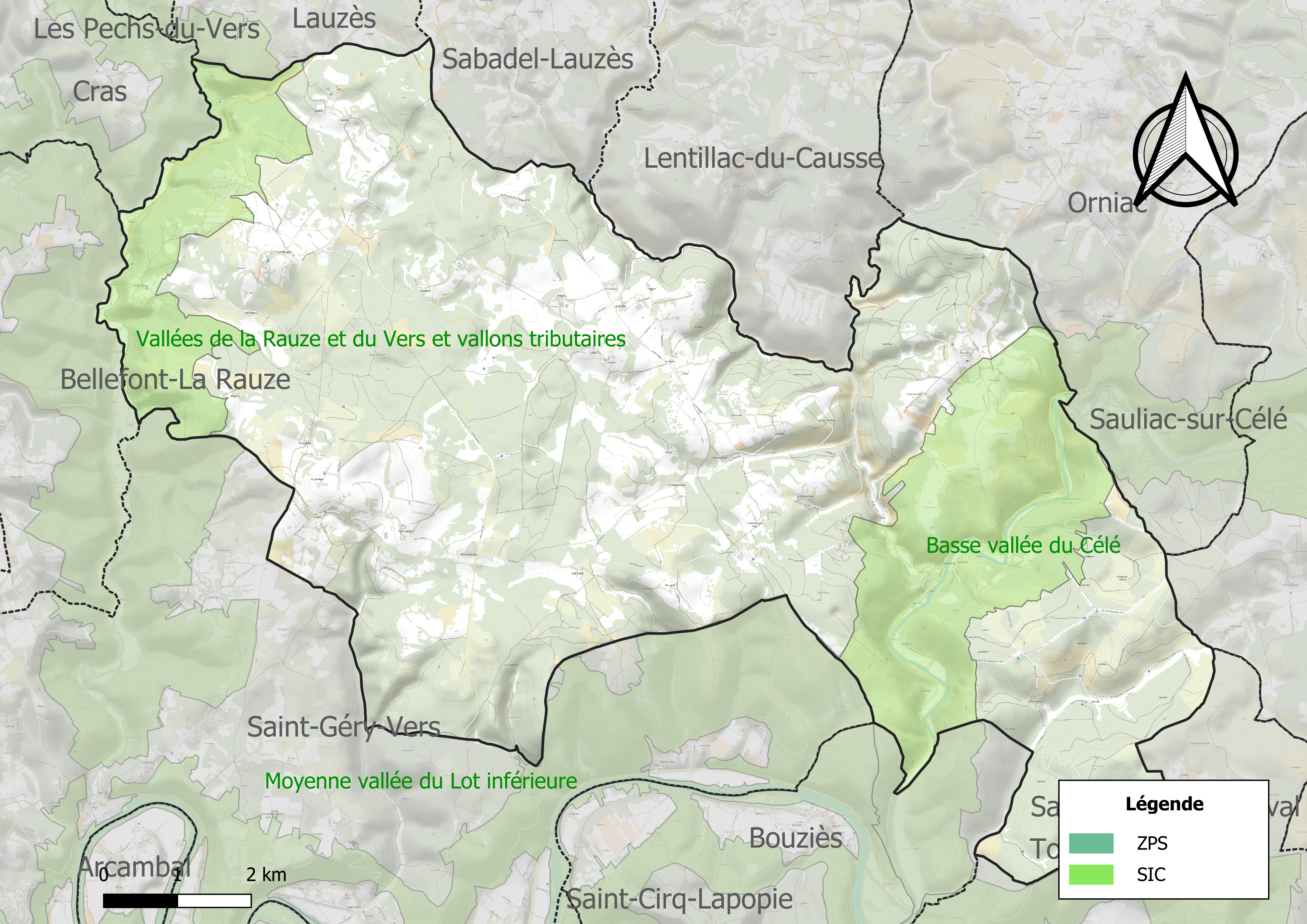
Sites Natura 2000 sur le territoire communal.

Le réseau Natura 2000 est un réseau écologique européen de sites naturels d'intérêt écologique élaboré à partir des directives habitats et oiseaux, constitué de zones spéciales de conservation (ZSC) et de zones de protection spéciale (ZPS).
Deux sites Natura 2000 ont été définis sur la commune au titre de la directive habitats :
- les « vallées de la Rauze et du Vers et vallons tributaires », d'une superficie de 4 807 ha, présentant, en zone alluviale, un intérêt majeur pour des prairies de fauche  souvent riches en orchidées (Dactylorhiza sesquipedalis, Orchis laxiflora, ponctuellement Coeloglossum viride) et constituant le biotope de Lycaena dispar[20] ;
- la « basse vallée du Célé », d'une superficie de 4 702 ha, abritant une faune, une flore et des milieux naturels remarquables, riches et diversifiés. 15 habitats naturels et 18 espèces, désignés au titre de la directive habitats, y ont été identifiés. Ont également été, mis en évidence la présence de plusieurs espèces remarquables et patrimoniales d'oiseaux, dont le Hibou grand-duc, le Faucon pèlerin et le Circaète Jean-le-Blanc (inscrits à la directive oiseaux)[21] ;

#### Zones naturelles d'intérêt écologique, faunistique et floristique
L’inventaire des zones naturelles d'intérêt écologique, faunistique et floristique (ZNIEFF) a pour objectif de réaliser une couverture des zones les plus intéressantes sur le plan écologique, essentiellement dans la perspective d’améliorer la connaissance du patrimoine naturel national et de fournir aux différents décideurs un outil d’aide à la prise en compte de l’environnement dans l’aménagement du territoire.
Sept ZNIEFF de type 1 sont recensées sur la commune :
- les « landes et forêt de Montclar » (849 ha), couvrant 4 communes du département[23] ;
- les « landes, pelouses sèches et bois des Escloupars et des pechs de Cuzals et de Gorse » (1 352 ha), couvrant 3 communes du département[24] ;
- le « pech de Fumades et forêt de Monclar » (728 ha), couvrant 4 communes du département[25] ;
- les « pechs et coteaux secs de Bouziès-Bas et de Cabrerets » (1 271 ha), couvrant 3 communes du département[26] ;
- la « rivière Célé » (1 383 ha), couvrant 15 communes du département[27] ;
- la « vallée de la sagne » (549 ha), couvrant 3 communes du département[28] ;
- la « vallée du Vers » (3 782 ha), couvrant 11 communes du département[29] ;

et deux ZNIEFF de type 2, : 
- la « basse vallée du Célé » (4 063 ha), couvrant 15 communes du département[30] ;
- la « Moyenne vallée du Lot » (7 893 ha), couvrant 36 communes dont huit dans l'Aveyron et 28 dans le Lot[31].

Carte des ZNIEFF de type 1 et 2 à Cabrerets.
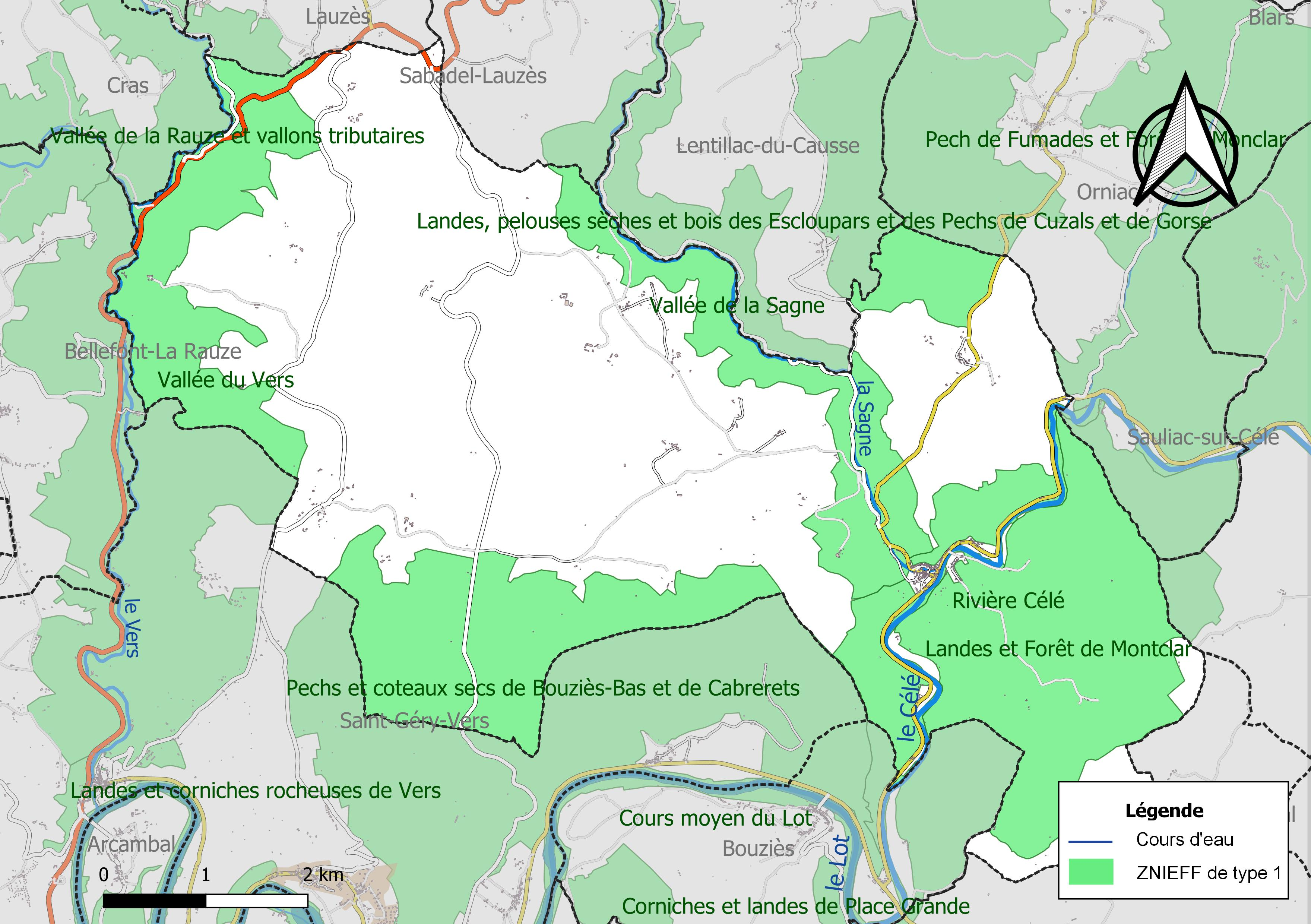
Carte des ZNIEFF de type 1 sur la commune.
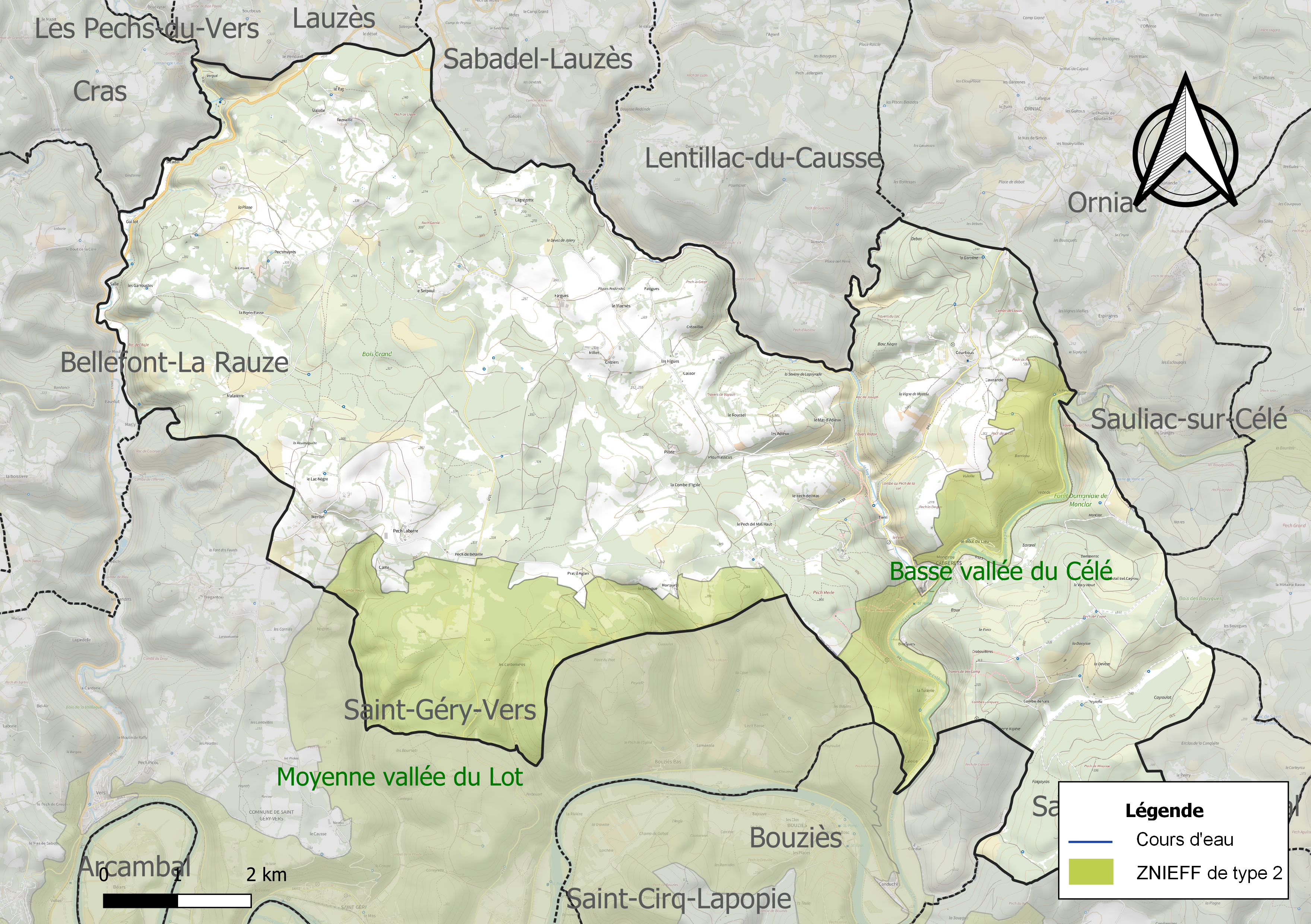
Carte des ZNIEFF de type 2 sur la commune.

## Urbanisme

### Typologie
Au 1er janvier 2024, Cabrerets est catégorisée commune rurale à habitat très dispersé, selon la nouvelle grille communale de densité à sept niveaux définie par l'Insee en 2022.
Elle est située hors unité urbaine. Par ailleurs la commune fait partie de l'aire d'attraction de Cahors, dont elle est une commune de la couronne,. Cette aire, qui regroupe 78 communes, est catégorisée dans les aires de 50 000 à moins de 200 000 habitants,.

### Occupation des sols
L'occupation des sols de la commune, telle qu'elle ressort de la base de données européenne d’occupation biophysique des sols Corine Land Cover (CLC), est marquée par l'importance des forêts et milieux semi-naturels (73 % en 2018), en diminution par rapport à 1990 (74,6 %). La répartition détaillée en 2018 est la suivante : 
forêts (49,7 %), milieux à végétation arbustive et/ou herbacée (23,3 %), prairies (19,8 %), zones agricoles hétérogènes (5,9 %), terres arables (1,2 %). L'évolution de l’occupation des sols de la commune et de ses infrastructures peut être observée sur les différentes représentations cartographiques du territoire : la carte de Cassini (XVIIIe siècle), la carte d'état-major (1820-1866) et les cartes ou photos aériennes de l'IGN pour la période actuelle (1950 à aujourd'hui).

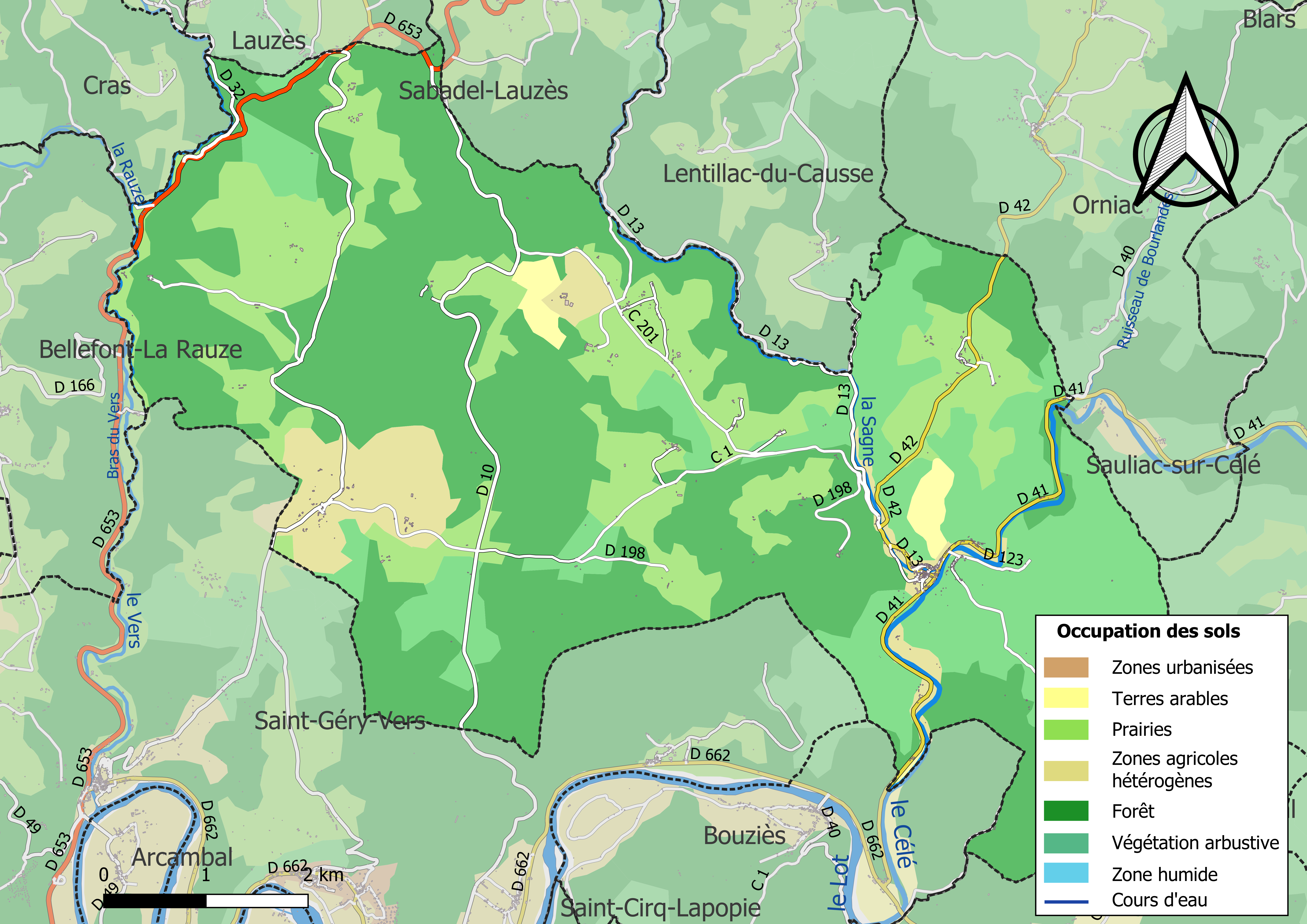
Carte des infrastructures et de l'occupation des sols de la commune en 2018 (CLC).

### Risques majeurs
Le territoire de la commune de Cabrerets est vulnérable à différents aléas naturels : météorologiques (tempête, orage, neige, grand froid, canicule ou sécheresse), inondations, feux de forêts, mouvements de terrains et séisme (sismicité très faible). Il est également exposé à un risque technologique, la rupture d'un barrage. Un site publié par le BRGM permet d'évaluer simplement et rapidement les risques d'un bien localisé soit par son adresse soit par le numéro de sa parcelle.

#### Risques naturels
Certaines parties du territoire communal sont susceptibles d’être affectées par le risque d’inondation par débordement de cours d'eau, notamment le Célé, la Sagne et le Vers. La cartographie des zones inondables en ex-Midi-Pyrénées réalisée dans le cadre du XIe Contrat de plan État-région, visant à informer les citoyens et les décideurs sur le risque d’inondation, est accessible sur le site de la DREAL Occitanie. La commune a été reconnue en état de catastrophe naturelle au titre des dommages causés par les inondations et coulées de boue survenues en 1982, 1996, 1999 et 2003,.
Cabrerets est exposée au risque de feu de forêt du fait de la présence sur son territoire du massif de la Moyenne vallée du Lot. Un plan départemental de protection des forêts contre les incendies a été approuvé par arrêté préfectoral le 30 novembre 2015 pour la période 2015-2025. Les propriétaires doivent ainsi couper les broussailles, les arbustes et les branches basses sur une profondeur de 50 mètres, aux abords des constructions, chantiers, travaux et installations de toute nature, situées à moins de 200 mètres de terrains en nature
de bois, forêts, plantations, reboisements, landes ou friches. Le brûlage des déchets issus de l’entretien des parcs et jardins des ménages et des collectivités est interdit. L’écobuage est également interdit, ainsi que les feux de type méchouis et barbecues, à l’exception de ceux prévus dans des installations fixes (non situées sous couvert d'arbres) constituant une dépendance d'habitation.

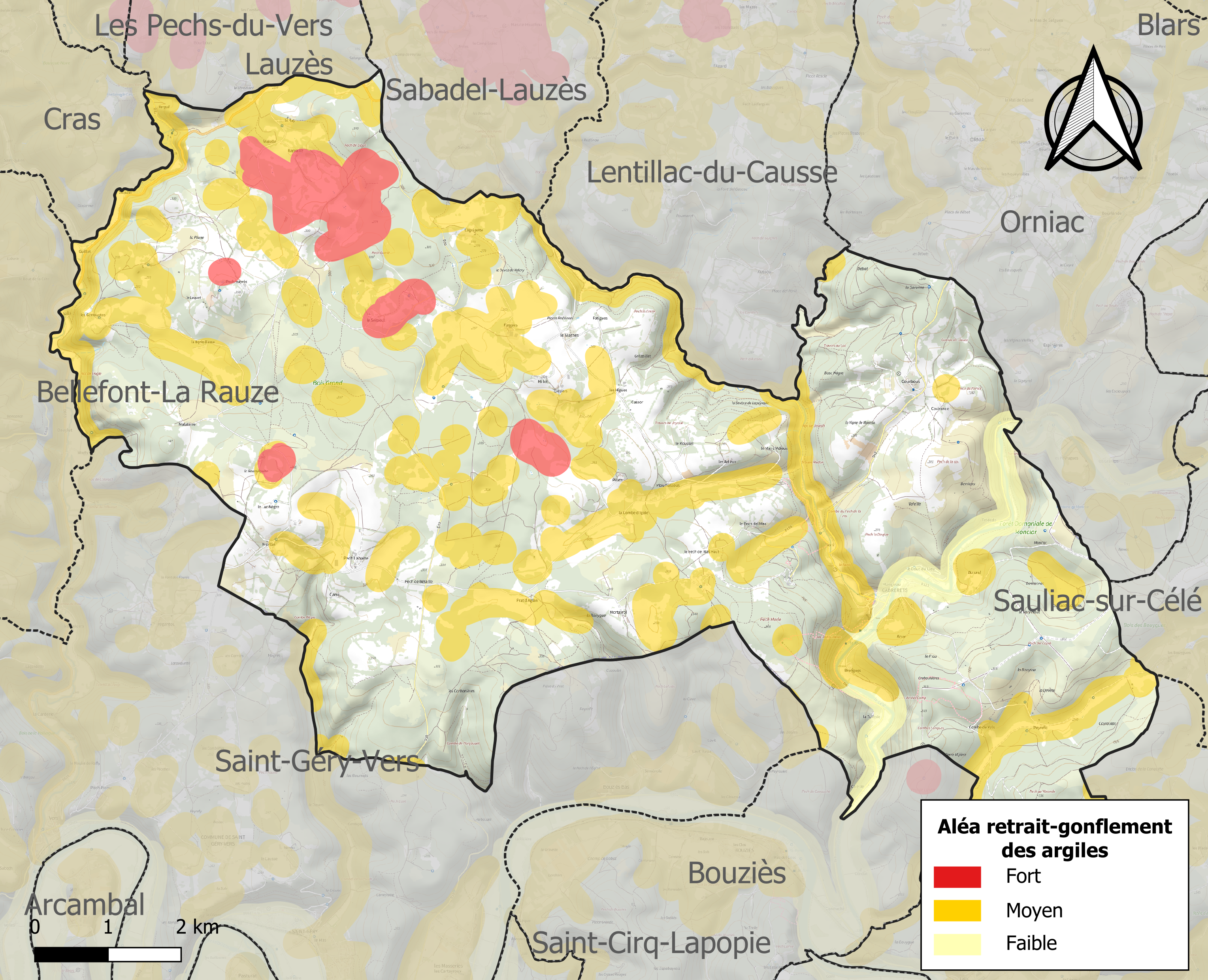
Carte des zones d'aléa retrait-gonflement des sols argileux de Cabrerets.

Les mouvements de terrains susceptibles de se produire sur la commune sont des affaissements et effondrements liés aux cavités souterraines (hors mines), des éboulements, chutes de pierres et de blocs, des glissements de terrain et des tassements différentiels. Par ailleurs, afin de mieux appréhender le risque d’affaissement de terrain, l'inventaire national des cavités souterraines permet de localiser celles situées sur la commune.
Le retrait-gonflement des sols argileux est susceptible d'engendrer des dommages importants aux bâtiments en cas d’alternance de périodes de sécheresse et de pluie. 33,9 % de la superficie communale est en aléa moyen ou fort (67,7 % au niveau départemental et 48,5 % au niveau national). Sur les 228 bâtiments dénombrés sur la commune en 2019, 62 sont en aléa moyen ou fort, soit 27 %, à comparer aux 72 % au niveau départemental et 54 % au niveau national. Une cartographie de l'exposition du territoire national au retrait gonflement des sols argileux est disponible sur le site du BRGM,.
Par ailleurs, afin de mieux appréhender le risque d’affaissement de terrain, l'inventaire national des cavités souterraines permet de localiser celles situées sur la commune.
Concernant les mouvements de terrains, la commune a été reconnue en état de catastrophe naturelle au titre des dommages causés par des mouvements de terrain en 1999.

#### Risques technologiques
La commune est en outre située en aval des barrages de Grandval et de Sarrans, des ouvrages de classe A disposant d'une retenue de respectivement 270,6 millions et 296 millions de mètres cubes,

## Toponymie
Le toponyme Cabrerets désigne un endroit propice aux chèvres ou peut-être le surnom d'un propriétaire joueur de cornemuse.

## Le pèlerinage de Compostelle
Le village se trouve sur une variante de la via Podiensis du pèlerinage de Saint-Jacques-de-Compostelle dite variante (de la vallée) du Célé, décrite notamment comme itinéraire du sentier de grande randonnée GR 651.
On vient de Sauliac-sur-Célé, la prochaine commune est Saint-Cirq-Lapopie.
Après ce village, les jacquets rejoignaient à rebours ceux qui étaient passés par Cajarc et la vallée du Lot

## Histoire

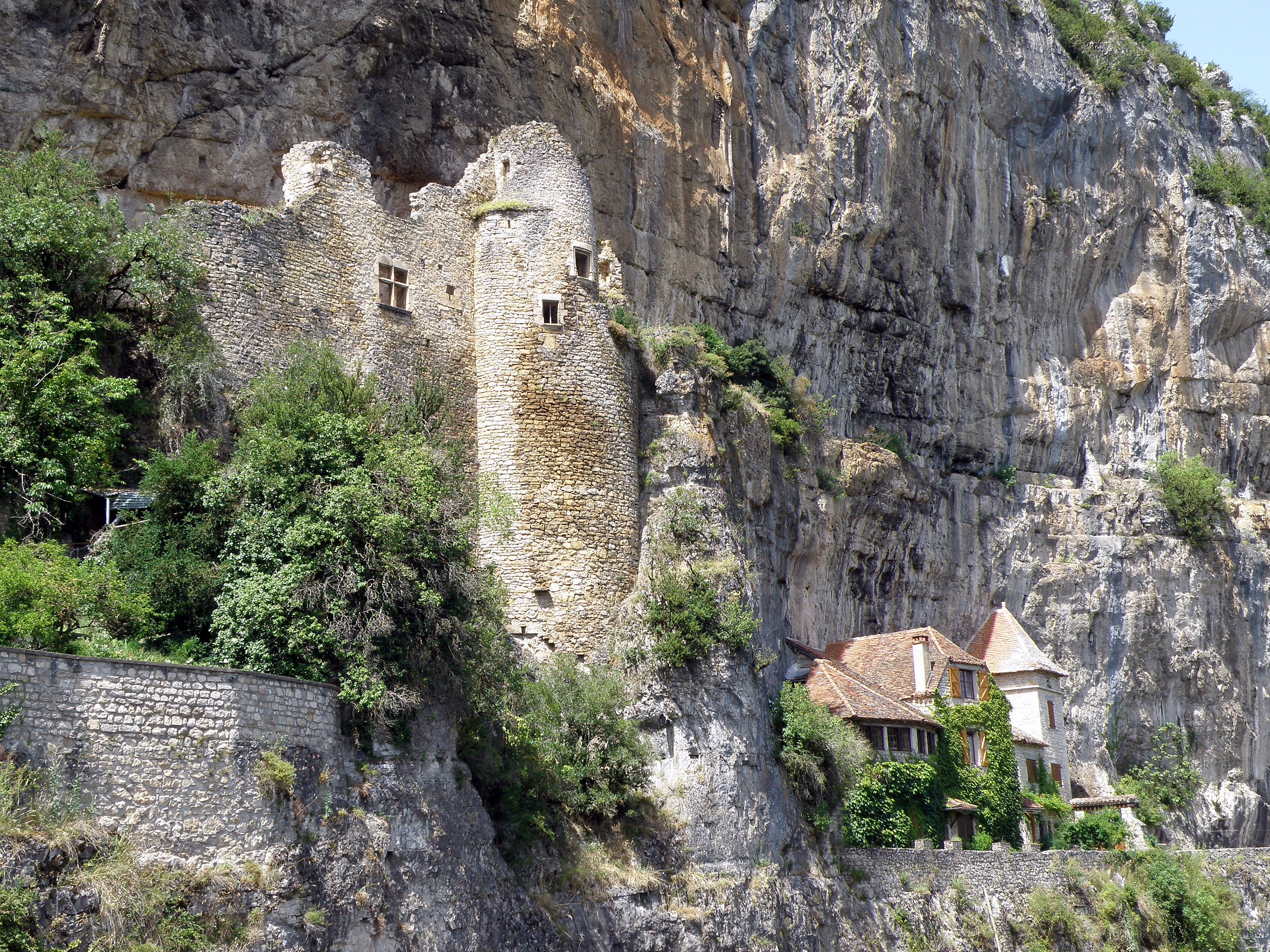
Ruines du château troglodyte dit des Anglais ou du Diable.

La haute falaise en surplomb de Rochecourbe domine le village et porte sur sa verticale les ruines d'un château des Anglais, dit aussi château du Diable, accroché à une corniche.
Encore pourvu d'une tour et d'une fenêtre à meneaux, il était mentionné dans un acte de 1259 et fut d'abord au Moyen Âge la demeure des seigneurs de Barasc.
Pendant la guerre de Cent Ans, il tomba en 1380 aux mains des grandes compagnies au service des Anglais d'Aquitaine, d'où son nom.
Dix ans plus tard, Jean d'Hébrard, seigneur de Saint-Sulpice, le reprenait, en débarrassait les brigands et le démolissait.

## Politique et administration
| Période                                  | Période  | Identité               | Étiquette    | Qualité          |
| ---------------------------------------- | -------- | ---------------------- | ------------ | ---------------- |
| 1802                                     | 1808     | Jean-Pierre Tressens   |              |                  |
| 1808                                     | 1817     | Jean-Baptiste Capmas   |              |                  |
| 1817                                     | 1829     | Jean-Louis Celieres    |              |                  |
| 1829                                     | 1832     | Augustin Capmas        |              |                  |
| 1832                                     | 1843     | Antoine Fort           |              |                  |
| 1843                                     | 1849     | Pierre-Joseph Tressens |              |                  |
| 1849                                     | 1851     | Antoine Fort           |              |                  |
| 1852                                     | 1871     | Auguste Capmas         |              |                  |
| 1872                                     | 1887     | Pierre-Joseph Tressens |              |                  |
| 1887                                     | 1902     | Jean Peyrichou         |              |                  |
| 1953                                     | 1962     | Abel Bessac            | MRP puis DVD | Député 1945-1955 |
| 1995                                     | 2001     | André Urien            |              |                  |
| 2001                                     | 2004     | Henri Nouyrit          |              |                  |
| 2004                                     | 2014     | Alain Moncelon         |              |                  |
| 2014                                     | 2020     | Dominique Segond       |              |                  |
| 2020                                     | En cours | Marie-Laure Le Fourn   |              |                  |
| Les données manquantes sont à compléter. |          |                        |              |                  |

## Démographie

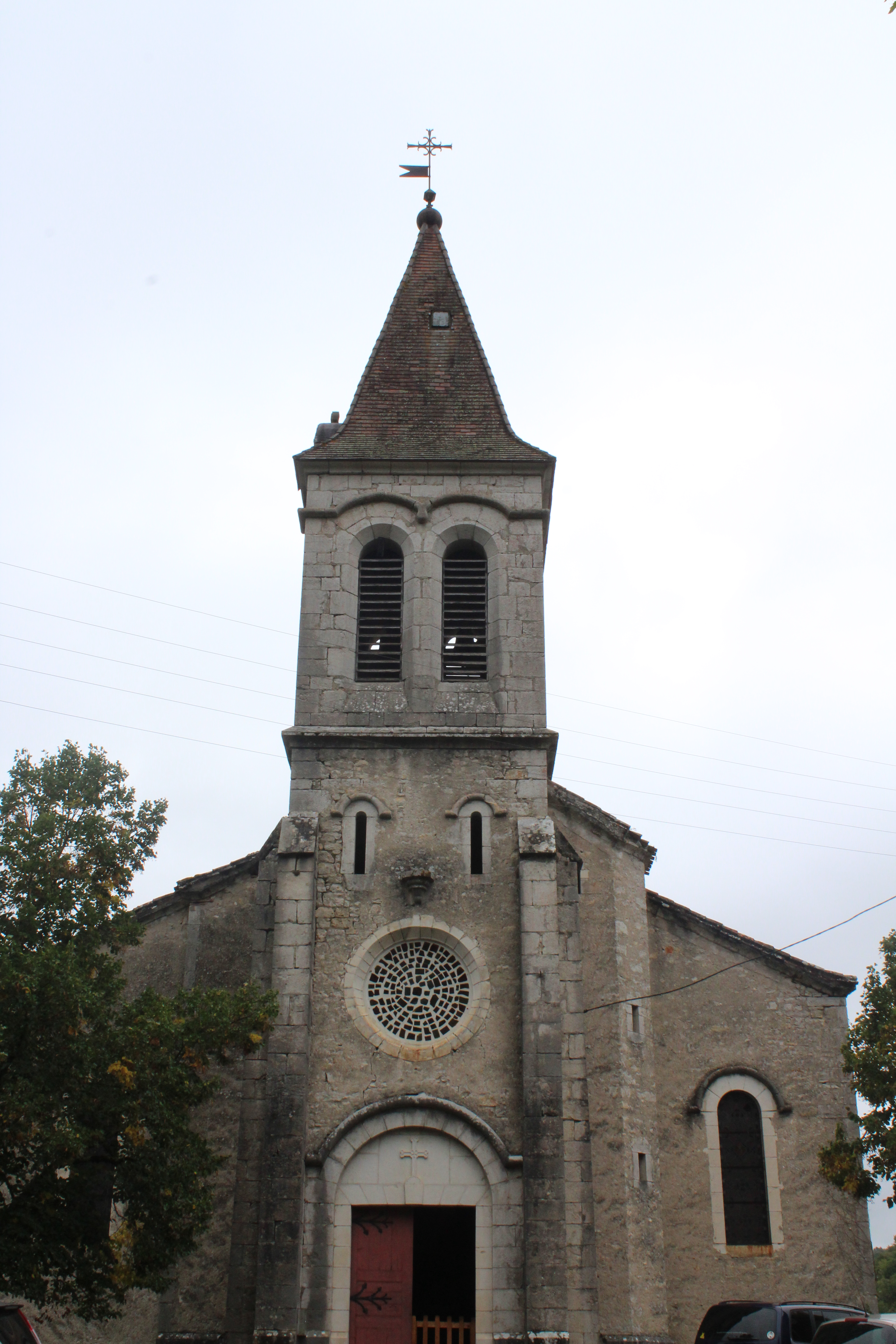
Église Saint-Pierre

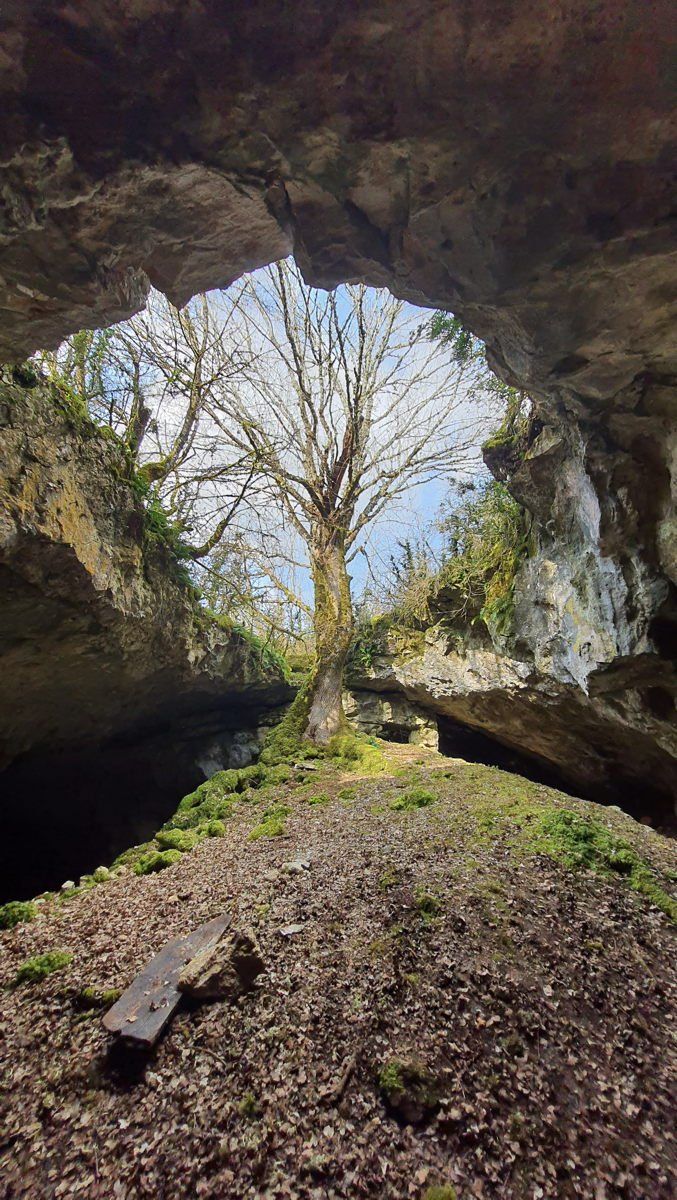
Arbre dans l'entrée du cuzoul de Monclar

L'évolution du nombre d'habitants est connue à travers les recensements de la population effectués dans la commune depuis 1793. Pour les communes de moins de 10 000 habitants, une enquête de recensement portant sur toute la population est réalisée tous les cinq ans, les populations de référence des années intermédiaires étant quant à elles estimées par interpolation ou extrapolation. Pour la commune, le premier recensement exhaustif entrant dans le cadre du nouveau dispositif a été réalisé en 2007.

En 2022, la commune comptait 222 habitants, en évolution de −3,06 % par rapport à 2016 (Lot : +1,31 %, France hors Mayotte : +2,11 %).
| 1793 | 1800 | 1806 | 1821 | 1831 | 1836  | 1841  | 1846 | 1851 |
| ---- | ---- | ---- | ---- | ---- | ----- | ----- | ---- | ---- |
| 500  | 930  | 962  | 954  | 959  | 1 019 | 1 001 | 945  | 968  |

| 1856 | 1861 | 1866 | 1872  | 1876  | 1881  | 1886 | 1891 | 1896 |
| ---- | ---- | ---- | ----- | ----- | ----- | ---- | ---- | ---- |
| 939  | 953  | 996  | 1 003 | 1 022 | 1 008 | 857  | 744  | 733  |

| 1901 | 1906 | 1911 | 1921 | 1926 | 1931 | 1936 | 1946 | 1954 |
| ---- | ---- | ---- | ---- | ---- | ---- | ---- | ---- | ---- |
| 696  | 611  | 575  | 509  | 449  | 406  | 397  | 351  | 295  |

| 1962 | 1968 | 1975 | 1982 | 1990 | 1999 | 2006 | 2007 | 2012 |
| ---- | ---- | ---- | ---- | ---- | ---- | ---- | ---- | ---- |
| 290  | 242  | 236  | 213  | 191  | 203  | 228  | 231  | 224  |

| 2017 | 2022 | - | - | - | - | - | - | - |
| ---- | ---- | - | - | - | - | - | - | - |
| 229  | 222  | - | - | - | - | - | - | - |

## Économie

### Revenus
En 2018, la commune compte 108 ménages fiscaux, regroupant 210 personnes. La médiane du revenu disponible par unité de consommation est de 17 550 € (20 740 € dans le département).

### Emploi
|                | 2008   | 2013   | 2018   |
| -------------- | ------ | ------ | ------ |
| Commune        | 10,3 % | 11,5 % | 19,4 % |
| Département    | 7,3 %  | 8,9 %  | 9,6 %  |
| France entière | 8,3 %  | 10 %   | 10 %   |

En 2018, la population âgée de 15 à 64 ans s'élève à 133 personnes, parmi lesquelles on compte 81,3 % d'actifs (61,9 % ayant un emploi et 19,4 % de chômeurs) et 18,7 % d'inactifs,. Depuis 2008, le taux de chômage communal (au sens du recensement) des 15-64 ans est supérieur à celui de la France et du département.
La commune fait partie de la couronne de l'aire d'attraction de Cahors, du fait qu'au moins 15 % des actifs travaillent dans le pôle,. Elle compte 61 emplois en 2018, contre 59 en 2013 et 76 en 2008. Le nombre d'actifs ayant un emploi résidant dans la commune est de 88, soit un indicateur de concentration d'emploi de 70,1 % et un taux d'activité parmi les 15 ans ou plus de 60,3 %.
Sur ces 88 actifs de 15 ans ou plus ayant un emploi, 42 travaillent dans la commune, soit 48 % des habitants. Pour se rendre au travail, 72,7 % des habitants utilisent un véhicule personnel ou de fonction à quatre roues, 1,1 % les transports en commun, 6,8 % s'y rendent en deux-roues, à vélo ou à pied et 19,3 % n'ont pas besoin de transport (travail au domicile).

### Activités hors agriculture

#### Secteurs d'activités
39 établissements sont implantés  à Cabrerets au 31 décembre 2019. Le tableau ci-dessous en détaille le nombre par secteur d'activité et compare les ratios avec ceux du département,.
| Secteur d'activité                                                                                        | Commune | Commune | Département |
| Secteur d'activité                                                                                        | Nombre  | %       | %           |
| --- | ------- | ------- | ----------- |
| Ensemble                                                                                                  | 39      |         |             |
| Industrie manufacturière, industries extractives et autres                                                | 11      | 28,2 %  | (14 %)      |
| Construction                                                                                              | 4       | 10,3 %  | (13,9 %)    |
| Commerce de gros et de détail, transports, hébergement et restauration                                    | 13      | 33,3 %  | (29,9 %)    |
| Activités financières et d'assurance                                                                      | 1       | 2,6 %   | (2,8 %)     |
| Activités spécialisées, scientifiques et techniques et activités de services administratifs et de soutien | 7       | 17,9 %  | (13,5 %)    |
| Autres activités de services                                                                              | 3       | 7,7 %   | (8,7 %)     |

Le secteur du commerce de gros et de détail, des transports, de l'hébergement et de la restauration est prépondérant sur la commune puisqu'il représente 33,3 % du nombre total d'établissements de la commune (13 sur les 39 entreprises implantées  à Cabrerets), contre 29,9 % au niveau départemental.

#### Entreprises et commerces
Les deux entreprises ayant leur siège social sur le territoire communal qui génèrent le plus de chiffre d'affaires en 2020 sont : 
- SARL De Transformation Construction Bois, travaux de charpente (113 k€)
- Les Jardins Sauvages, hébergement touristique et autre hébergement de courte durée (7 k€)

### Agriculture
|               | 1988  | 2000  | 2010  | 2020  |
| ------------- | ----- | ----- | ----- | ----- |
| Exploitations | 16    | 14    | 14    | 9     |
| SAU (ha)      | 1 027 | 1 331 | 1 658 | 1 612 |

La commune est dans les Causses », une petite région agricole occupant une grande partie centrale du département du Lot. En 2020, l'orientation technico-économique de l'agriculture  sur la commune est l'élevage d'ovins ou de caprins. Neuf exploitations agricoles ayant leur siège dans la commune sont dénombrées lors du recensement agricole de 2020 (16 en 1988). La superficie agricole utilisée est de 1 612 ha,,.

## Culture locale et patrimoine

### Lieux et monuments
- Église Saint-Pierre de Cabrerets.
- Notre Dame de Cabrerets : Amédée Lemozi a organisé la construction de cet oratoire dédié à la Vierge Marie, situé dans la vallée de la Sagne, au pied de la route qui conduit à la grotte du Pech Merle.
- Le château :
- Dolmens du Mas-d'Arjac :
- La grotte du Pech Merle :
- Résurgence de la Pescalerie : située à 3 km en amont de Cabrerets. Un ancien moulin utilisait l'énergie fournie par cette résurgence dont les eaux alimentent la rivière du Célé. Elle donne accès à un important réseau de galeries sèches et noyées, explorées en plongée souterraine[55].
- Le cuzoul de Montclar : grotte de la forêt domaniale de Monclar, deux vastes entrées donnent accès à une grande salle[56].

### Personnalités liées à la commune
- André David : spéléologue
- Amédée Lemozi : préhistorien à qui l'on doit, entre autres, l'étude de la grotte du Pech Merle. Il fut curé de Cabrerets de 1919 à 1962. Le musée de préhistoire du Pech Merle porte son nom.
- André Niederlender, archéologue
- Géo Marchand, spéléologue
- Henri Nouyrit, économisteMoulin de la Pescalerie.

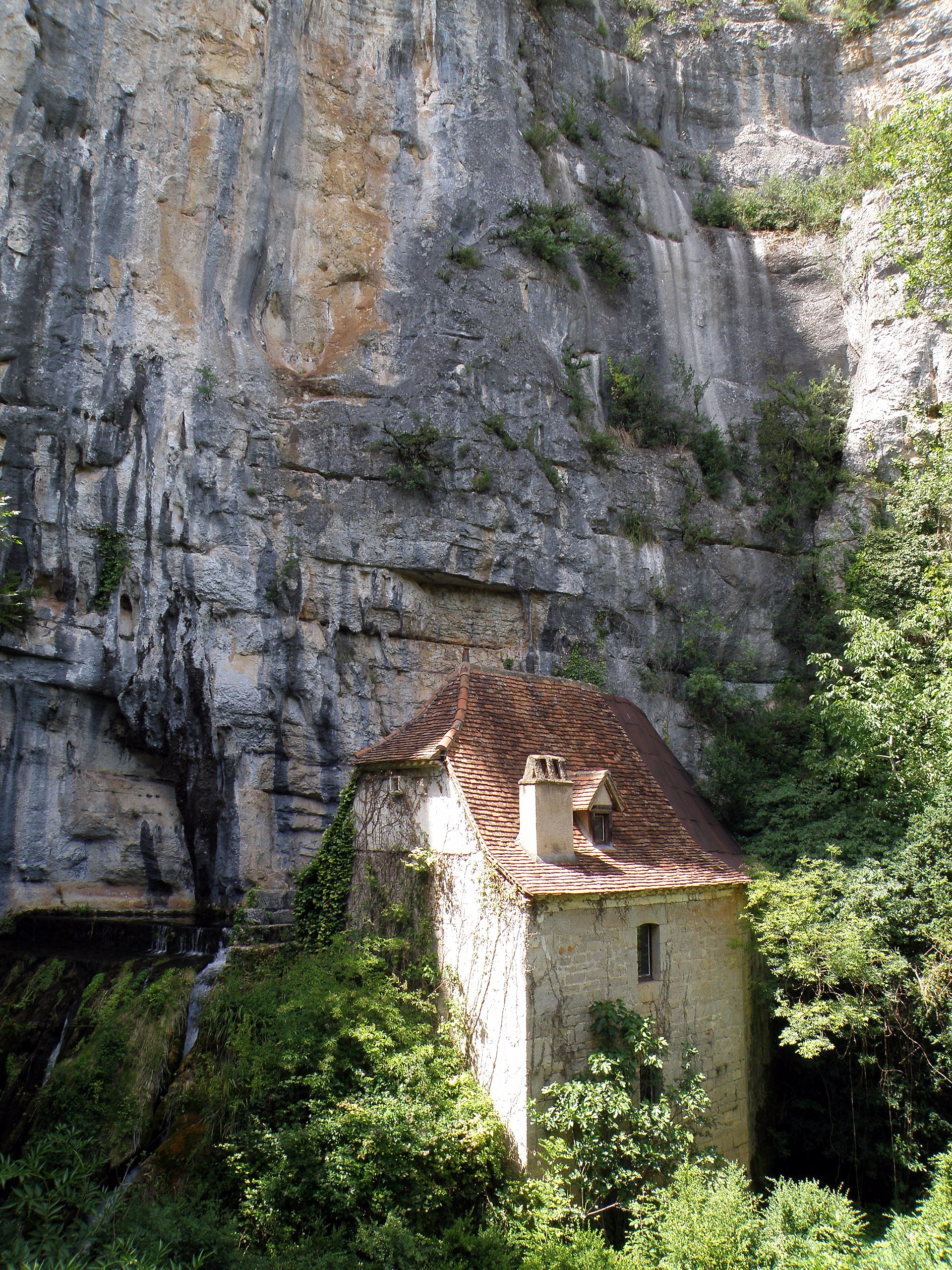
Moulin de la Pescalerie.

- Abel Bessac, résistant déporté libéré à Bergen-Belsen en 1945, Député du Lot de 1945 à 1956, Chevalier de la Légion d'honneur le 13/12/1996.